# Biserica „Sfântul Nicolae” - Tăbăcari din Focșani
Biserica „Sfântul Nicolae” din Focșani este un monument istoric aflat pe teritoriul municipiului Focșani. În Repertoriul Arheologic Național, monumentul apare cu codul 174753.22.
Ctitorie a Breslei tăbăcarilor, biserica a fost ridicată la sfârșitul secolului al XVIII. Biserica „Sfântul Nicolae”, monument istoric a fost construita în secolul XVIII de catre mesterii locali, cu sprijinul lui Costache Zugravu. Planul bisericii este dezvoltat în forma de cruce, iar pridvorul este din zid. Baza, postamentul si turnul clopotnitei sunt paralelipipede, se succed pe verticala si se finalizeaza cu acoperisul al carui bulb este foarte înalt. La exterior absidele sunt în muchii, în numar de trei laterale si în numar de cinci la altar. Atât la pridvor cât si la absida altarului sunt vizibile locurile unde s-a intervenit într-o etapa în care planul bisericii a fost extins si supraînaltat. Cu toate aceste interventii, biserica are un aspect armonios întregit de friza de alveole exterioare care o înconjoara; pridvorul închis în dreptul ferestrelor are forma acoladelor în stil brâncovenesc. Pe fatada principala, deasupra intrarii cu stolerie în forma de arc de cerc în partea superioara, se afla nisa în care s-a pictat icoana cu hramul bisericii.